# Phronia diversiloba
Phronia diversiloba är en tvåvingeart som beskrevs av Ostroverkhova 1979. Phronia diversiloba ingår i släktet Phronia och familjen svampmyggor. Inga underarter finns listade i Catalogue of Life.